# Davis McCaughey
John Davis McCaughey (* 12. Juli 1914 in Belfast, Vereinigtes Königreich; † 25. März 2005 in Melbourne, Australien) war ein Professor für Theologie und Gouverneur des australischen Bundesstaats Victoria.

## Leben
1941 wurde McCaughey zum Pastor der Presbyterian Church in Ireland ordiniert. In den folgenden zehn Jahren arbeitete er darüber hinaus im British Council of Churches. 1953 wanderte er mit seiner Familie nach Australien aus, wo ihm eine Professur für Neues Testament an der University of Melbourne angeboten wurde. Von 1978 bis 1979 war er Stellvertretender Kanzler der University of Melbourne. McCaughey setzte sich auch für die Gründung der La Trobe University ein.
McCaughey war darüber hinaus eine treibende Kraft bei der Gründung der Uniting Church in Australia im Jahre 1977, die presbyterianische und methodistische Kirchen vereinigte. Er war Hauptautor der Schrift Basis of Union, die die Grundlage für die Vereinigung der verschiedenen Strömungen bildete. McCaughey war von 1977 bis 1979 der erste Präsident der Uniting Church.
Im Altern von 71 Jahren wurde er 1986 zum Gouverneur von Victoria ernannt und blieb dies bis 1992. Während seiner Amtszeit wurde er als bodenständig beschrieben; so tauschte er seinen Dienstwagen, einen Rolls-Royce, gegen ein günstigeres Fahrzeug, und zog bei Flügen die Business Class gegenüber der First Class vor.
McCaughey war verheiratet und hatte fünf Kinder.

## Auszeichnungen
- Companion of the Order of Australia (1987)